# طبيعة غريبة (قصة قصيرة)
طبيعة غريبة (بالروسية: Загадочная натура)‏ هي قصة قصيرة للكاتب الروسي أنطون تشيخوف، كُتِبَت في عام 1883. نُشِرَت القصة لأول مرة في المجلة الفكاهية «أوسكولكي» في 19 مارس عام 1883.

## الشخصيات
- فولديمار - موظف حكومي ومؤلف
- السيدة - الراوية.

## القصة
تدور أحداث القصة في مقصورة قطار. حيث كانت هنالك سيدة جميلة تجلس على المقعد ممسكة بمروحة ناعمة. ومقابل السيدة يجلس سكرتير لجان خاصة ومؤلف إسمه فولديمار. يَدرِسُ المؤلف الفتاة ويتحدث معها في الوقت نفسه. تبداً السيدة بالطلب من فولديمار أن يخبرها ماذا تعلم عنها، ولكن المسؤول يرفض الإجابة ويطلب منها أن تخبره عن نفسها. تخبره الفتاة بإنها ليست سعيدة، حيث كما لو إنها روح مطفأة في إحدى صفحات الأديب الروسي فيودور دوستويفسكي. ثم تبدأ الفتاة بإخباره عن حياتها. كان لديها أب ذكي لكن أيضاً كسول. ولسببٍ ما لم ترد التحدث عن والدتها. وأنهت تعليمها في معهد ليس جيدا، وفي وقت لاحق من حياتها حاولت بطريقتها الخاصة لتجد السعادة. وجدت الفتاة رجلا عجوزاً لنفسها. الرجل العجوز كان غنياً، وبالتالي جعل حياتها أفضل بكثير. بدأت بالسفر، وفعل الخير للناس، لكنها كانت تعرف أن هذه الحياة بالنسبة لها كانت دائما مبتذلة. بعد وفاة الرجل العجوز، توقفت الحياة الجيدة للفتاة. وكانت تعتقد إنها لن تقابل رجل غني آخر مجدداً أبداً، وأنها سوف تصبح سعيدة في نهاية المطاف، لكن رجل عجوز غني أخر جاء في طريقها. وبعد إن إستمع إلى قصة الفتاة أخذ المسؤول يفكر ومن ثم إنطلق القطار.